# Subsumption
Subsumption er et juridisk begreb, som betegner det at underordne en sags relevante fakta under en gældende relevant retsregel for at nå frem til en retsfølge.
Med andre ord: Sumbsumption består af på en overbevisende måde at koble relevant jus og faktum. Relevante fakta betegnes også retsfakta. Som begrundelse for subsumptionen nævner domstolsafgørelsen både lovens betydningsbærende ord med de udtrykkeligt nævnte betingelser og lovens forarbejder foruden parternes påstande og anbringender.
Subsumption udgør en meget væsentlig bestanddel af juridisk metode. Ved udførelsen af subsumption vurderer retsanvender, om sagens fakta passer til den anvendte retsregel. Hvis retsanvender må konkludere, at sagens fakta ikke passer til den pågældende retsregel, så foreligger der subsumptionsvildfarelse.

## Subsumption i en straffesag
I en straffesag undersøger dommeren (eller dommerne) først, om betingelser for det objektive gerningsindhold er opfyldt.
Hvis betingelserne for det objektive gerningsindhold er opfyldt, så undersøges det, om betingelserne for det subjektive gerningsindhold er opfyldt. Som oftest er betingelserne for det subjektive gerningsindhold opfyldt, hvis gerningsmanden havde forsæt til at begå den kriminelle handling. Det vil sige, at den strafbare handling skal kunne tilregnes gerningsmanden.
Eksempelvis ved tyveri, som er omfattet af straffeloven § 276, er det væsenligt, om tiltalte har borttaget en "fremmed rørlig ting"; subsidiært kan der være tale om ulovlig omgang med hittegods efter straffeloven § 277, hvis tingen ikke var "i nogens varetægt".
Hvis også betingelserne for det subjektive gerningsindhold er opfyldt, så bliver tiltalte idømt en straf.